# Pigia flexistrigata
Pigia flexistrigata är en fjärilsart som beskrevs av W. Warren 1900. Pigia flexistrigata ingår i släktet Pigia och familjen mätare. Inga underarter finns listade i Catalogue of Life.